# Morti nel 548
| Questa pagina contiene informazioni ricavate automaticamente dalle voci biografiche con l'ausilio del template Bio e di un bot. L'aggiornamento è periodico e automatico e ricostruisce completamente la pagina. Se manca una persona in questa lista, sei pregato di non aggiungerla, ma accertati piuttosto che la sua voce biografica contenga il template Bio e che i dati anagrafici siano correttamente compilati. Se il template Bio manca, inseriscilo tu stesso o, in alternativa, metti l'avviso {{tmp\|Bio}} che ne segnala la mancanza. Se i dati riportati sono sbagliati, correggi direttamente la voce biografica; le modifiche saranno visibili in questa lista entro pochi giorni. Per chiarimenti vedi il progetto biografie. La lista contiene solo le 7 persone che sono citate nell'enciclopedia e per le quali è stato implementato correttamente il template Bio. Pagina aggiornata al 10 apr 2025. |

- 7 gennaio - Valentiniano di Coira, vescovo e santo
- 13 aprile - Lý Nam Đế, re vietnamita (n. 503)
- 28 giugno - Teodora, imperatrice bizantina
- Licerio di Couserans, vescovo franco
- Otterano di Iona, monaco cristiano irlandese
- Partenio, nobile franco (n. 485)
- Teudi, sovrano ostrogoto (n. 470)